# Cilindro di O'Neill

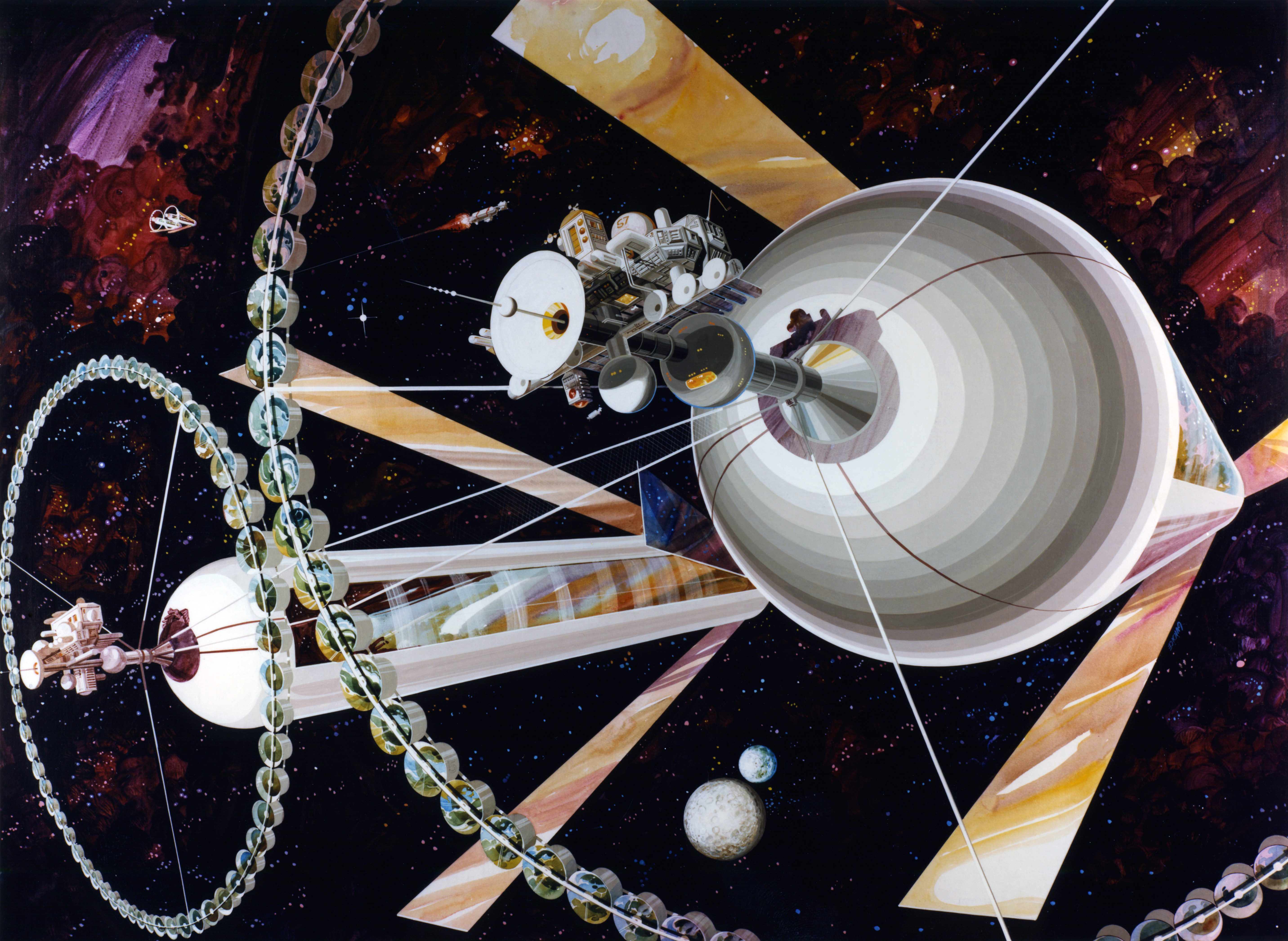
Una coppia di cilindri di O'Neill

Il cilindro di O'Neill è un progetto di habitat spaziale proposto da Gerard K. O'Neill nel suo libro The High Frontier (Colonie umane nello spazio). O'Neill era uno scienziato, docente di fisica alla Princeton University, che nel 1969 decise di far progettare ai suoi studenti delle grosse strutture abitabili spaziali. Con sorpresa di tutti, diversi progetti utilizzavano materiali ordinari (acciaio e vetro) e potevano fornire grandi aree abitabili. Il risultato di questo sforzo cooperativo venne pubblicato per la prima volta da O'Neill nel 1974 su Physics Today.

## Descrizione
Il progetto di riferimento di O'Neill, Island Three ("Isola Tre") consisteva di due cilindri in controrotazione, lunghi 30 km e con un raggio di 3 km. La superficie interna di ogni cilindro era divisa in sei strisce di area uguale che correvano lungo la lunghezza del cilindro, tre erano "finestre", tre erano "terra". Inoltre un anello agricolo esterno del raggio di 15 km, come mostrato nella figura a destra, ruotava a velocità diverse per potervi praticare l'agricoltura. Il blocco industriale era localizzato nel centro (dietro il disco satellitare) per poter sfruttare la gravità ridotta nei processi produttivi.

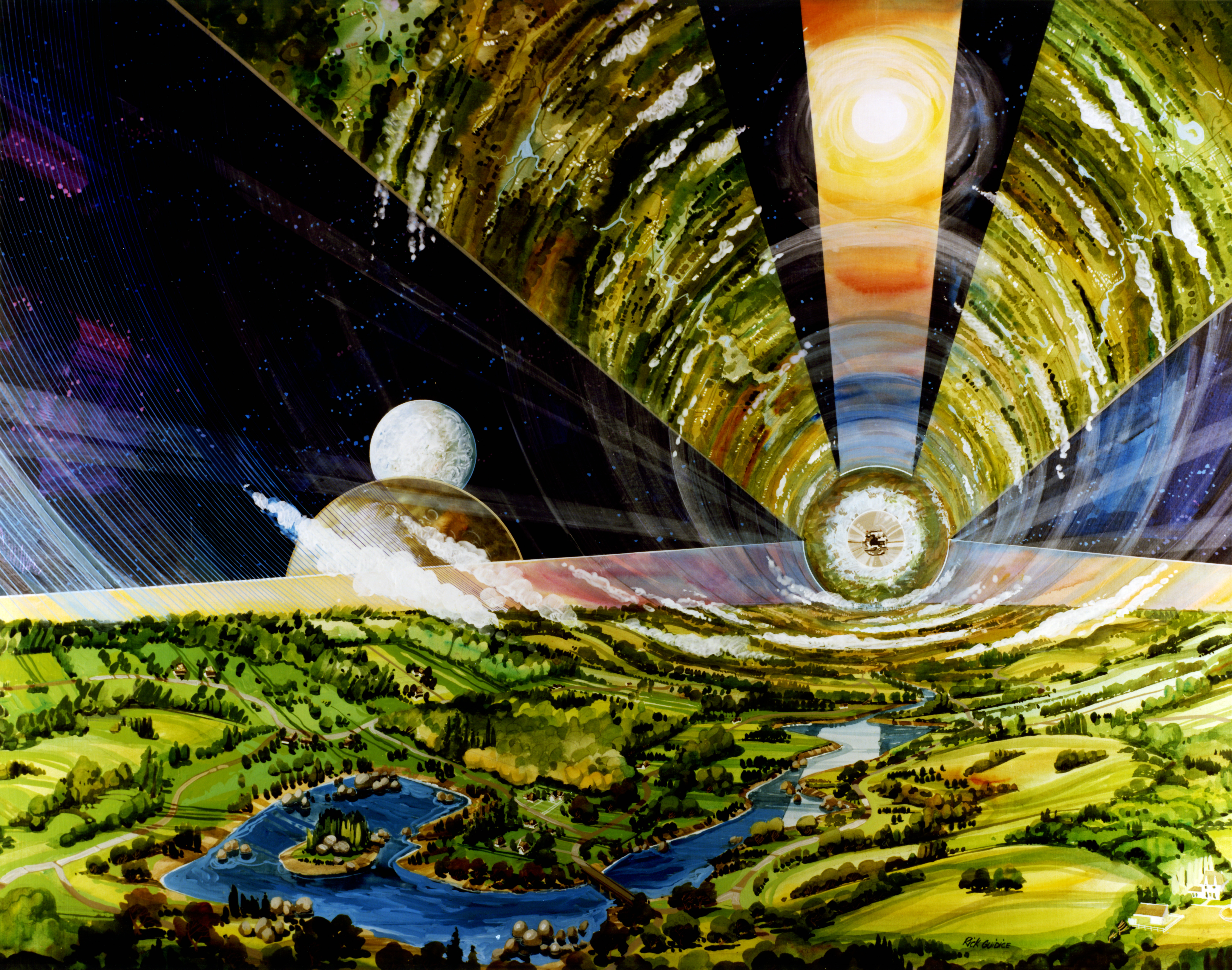
Vista interna che mostra l'alternarsi di strisce di terra e finestre

I cilindri ruotano per fornire una forza di gravità simulata dalla forza centrifuga sulla superficie interna. Esperimenti della NASA su strutture in rotazione indicano che praticamente nessuno soffrirebbe di cinetosi a causa dell'effetto Coriolis sui loro orecchi interni. Le persone sarebbero comunque in grado di determinare le direzioni di rotazione girando la testa. A questa scala di dimensioni l'aria all'interno del cilindro e l'acciaio del guscio esterno fornirebbero una protezione adeguata contro i raggi cosmici.
Grandi specchi sono incernierati sul retro di ogni striscia di finestra, il lato non incernierato punta verso il Sole. Gli specchi riflettono la luce solare all'interno dei cilindri attraverso le finestre. La notte viene simulata aprendo le finestre e lasciando che guardino verso lo spazio vuoto, ciò permette anche di irradiare nello spazio il calore. Durante il giorno il sole si muove con il movimento degli specchi, creando una progressione naturale di illuminazione. Comunque la rotazione dell'immagine del sole potrebbe essere osservata. La luce riflessa dagli specchi è polarizzata, il che potrebbe confondere le api.
Orbitando, l'effetto giroscopico dei cilindri ruotanti farebbe puntare naturalmente gli specchi dell'habitat verso il Sole. O'Neill e i suoi studenti studiarono accuratamente un metodo per orientare gli habitat. Prima la coppia di habitat può essere fatta ruotare operando i cilindri come volani. Se una delle due estremità viene ritardata leggermente, i due cilindri ruoteranno uno intorno all'altro. Una volta che il piano formato dai due assi di rotazione è perpendicolare (nell'asse di rotazione) all'orbita, allora la coppia di cilindri può essere imbardata per puntare verso il Sole, esercitando una forza tra i punti di giunzione orientati verso il Sole farà precedere giroscopicamente entrambi i cilindri e il sistema si imbarderà in una direzione, esercitando la forza nell'altro senso farà imbardare nell'altra direzione.

## Cilindri di O'Neill nella fantascienza
- Nel romanzo Universo (costituito da due storie pubblicate nel 1941) del 1963, Robert A. Heinlein introdusse l'idea di utilizzare cilindri rotanti per simulare la gravità. In questo caso vi erano molti livelli concentrici e ad ogni livello la gravità diminuiva gradualmente verso il centro della struttura, con conseguente gravità zero al centro.
- Nel ciclo di romanzi di Rama di Arthur C. Clarke, gigantesche astronavi aliene simili a cilindri di O'Neill sono esplorate dagli astronauti. Forse poiché progettate per il viaggio interstellare ad esse mancano gli specchi e le finestre di un cilindro di O'Neill, ma l'illuminazione è fornita da tre strisce che occupano lo spazio delle finestre. È da notare che Incontro con Rama venne pubblicato (1973) nel periodo in cui O'Neill stava tenendo le sue lezioni e prima della sua pubblicazione, pertanto si tratta di progetti simili, ma indipendenti.
- Nel 1979 Jerry Pournelle e John F. Carr pubblicarono in due volumi un'antologia di storie di fantascienza ambientate all'interno di cilindri di O'Neill o di altre colonie spaziali, con il titolo di The Endless Frontier.
- Nelle cronologie Universal Century, After War e Cosmic Era delle serie di anime di fantascienza Gundam i cilindri di O'Neill sono comuni, specialmente nello Universal Century dove nove miliardi di persone vivono in queste colonie. Nello Universal Century i gruppi di colonie sono conosciuti come Side. I progetti delle colonie spaziali sono al momento ritenuti realistici. In caso di bisogno la loro progettazione durevole le può trasformare in un'efficace arma di distruzione di massa se una fazione riuscisse a difenderla abbastanza a lungo da farla rientrare nell'atmosfera.
- Il romanzo di Orson Scott Card  del 1985 Il gioco di Ender comprende molti eventi ambientati sulla Scuola di Guerra, un corto cilindro di O'Neill, che ospita al suo interno l'importante sala di battaglia situata nel suo centro di rotazione, il che comporta al suo interno l'assenza di gravità.
- In fuga dalla distruzione dell'ecosistema terrestre, l'umanità ha trovato rifugio in una serie di cilindri O'Neill anche nel "Ciclo dei Paratwa", di Christopher Hinz; il ciclo è composto dai tre romanzi "Il risveglio del Paratwa" (Liege Killer, del 1987), "Generazione Paratwa" (Ash Ock, del 1989) e "L'invasione dei Paratwa" (The Paratwa, del 1991).
- Il ciclo di romanzi Starfarers (1989-1994) di Vonda N. McIntyre è ambientato sullo Starfarer, una classica colonia spaziale a doppio cilindro di O'Neill adattata per compiere salti interstellari FTL.
- Nel ciclo dei Canti di Hyperion (1989-1997) di Dan Simmons si fa spesso riferimento ad un conflitto tra il genere umano e una sua nuova sottospecie che viaggia nello spazio profondo utilizzando quelli che essenzialmente sono cilindri di O'Neill dotati di motori. La popolazione dell'universo vi fa riferimento ricorrendo al termine affettuoso di "navi di latta" (canships).
- Nel romanzo del 1995 La fiaccola dell'onore ("The torch of honour") di Roger Macbride Allen il tenente Terrance Larson ha il compito di indagare sull'attacco da parte di una razza aliena sconosciuta a New Finland, ovvero un enorme cilindro di O'Neill abitato per l'appunto da finlandesi. Il tenente si introduce furtivamente nel cilindro scavando un foro su una bolla solidificata di materiale roccioso, chiudendo l'apertura praticata e scavandosi una galleria. Il mondo che gli si presenta è popolato da case, strade e autovetture. Vi è un mare circolare sul fondo e la luce solare è simulata da innumerevoli sfere poste sull'asse di rotazione e che verso sera vanno spegnendosi riproducendo le luci del tramonto.
- Lo scrittore di fantascienza Alexis A. Gilliland ha proposto un "dragon scale mosaic mirror". Questo consisterebbe di un cono di specchi direzionabili posti intorno a ogni habitat. Potrebbero fornire illuminazione, energia e difendere l'habitat. L'area necessaria al posizionamento degli specchi sarebbe molto più grossa di quella di un cilindro di O'Neill, ma non dovrebbero sopportare lo stress della rotazione insieme agli habitat.
- Un cilindro di O'Neill simile a quelli delle serie di Gundam, fornisce l'ambientazione per uno degli stadi del gioco Tekken 5. L'arena consiste di una piattaforma di vetro montata vicino all'asse di uno degli habitat, con i cilindri rotanti sullo sfondo. Lo stadio è chiamato "The Final Frontier" e l'esterno viene visto in una scena di intermezzo. La vista attraverso suggerisce che l'impianto sia molto più vicino alla terra di quanto non è solitamente previsto.
- Nel fumetto Nathan Never (1991-attivo) l'umanità, dopo un cataclisma che ha reso inabitabili molte zone del pianeta, ha costruito delle stazioni spaziali simili al Cilindro di O'Neill per fornire prodotti alimentari per i sopravvissuti rimasti sul pianeta. Col trascorrere del tempo, e con un sempre maggior numero di abitanti nati nelle stazioni e non sulla Terra, queste colonie hanno acquisito una parziale indipendenza e, dopo aver scatenato (e perso) una guerra di secessione, hanno ottenuto anche l'agognata indipendenza.
- La serie di Gene Wolfe The Book of the Long Sun (1993-1996) è ambientata all'interno di una nave generazionale, essenzialmente un massiccio cilindro di O'Neill, in cui gli abitanti hanno dimenticato di trovarsi in viaggio all'interno di un'astronave. La serie prosegue con The Book of the Short Sun (1999-2003) ed è inoltre collegata all'opera di maggior successo di Wolfe, il Libro del Nuovo Sole (1980-1983).
- Il gioco d'avventura di fantascienza del 1994 Policenauts, di Hideo Kojima, è ambientato all'interno di un cilindro di O'Neill situato al punto di Lagrange L5. Queste strutture possono essere viste anche negli sparatutto Axelay (stage 2), Zone of the Enders (stage 1), Super Earth Defense Force (stage 4), R-Type Final (stage 1), Thunder Force IV (Ruin stage), e probabilmente molti altri...
- La serie di fantascienza Babylon 5 (1994-1997) è incentrata su una stazione spaziale simile a un cilindro di O'Neill (senza finestre). Essendo formata da un singolo cilindro non possiede una sezione in controrotazione (ma la stazione costruita prima di essa, Babylon 4, lo possedeva).
- Nella trilogia L'alba della notte (1996-1999) di Peter F. Hamilton si fa spesso riferimento ad habitat simili ad anelli di O'Neill in orbita attorno alla Terra. I libri non sono molto specifici, ma implicano per la loro costruzione l'utilizzo di materiali estratti dagli asteroidi. Nei libri del ciclo anche la cultura Edenista si serve di enormi habitat simili a cilindri di O'Neill costruiti però in materiale bio-organico. Queste strutture misurano da 7 a 65 km di lunghezza e da 5 a 13 km di diametro, sono senzienti e contengono il codice genetico per creare strutture neurali, ghiandole per estrudere materiali simili al corallo e strutture in silicato sul guscio esterno per proteggere l'area interna abitata. Questi habitat non possiedono finestre, ma hanno una striscia di luce che corre lungo l'asse centrale. Questo stesso genere di struttura costituisce la casa di un altro suo personaggio appartenente alla Commonwealth Saga, Ozzie Isaacs. Un cilindro di O'Neill situato all'interno di un asteroide.
- I Neyel, una razza immaginaria nel romanzo The Sundered (2003) ambientato nell'universo immaginario di Star Trek (di Andy Mangels e Michael A. Martin), erano in origine umani della Terra abitanti di Vanguard, un habitat del tipo di O'Neill costruito all'interno di un asteroide. (Il nome 'Neyel' è, esso stesso, derivato da O'Neill)
- Nel romanzo del 2005 Learning the World di Ken MacLeod, il lento vascello interstellare But the Sky, My Lady! the Sky! è basato su un cilindro di O'Neill con una "linea solare" artificiale (una stella in miniatura estesa lungo un enorme bulbo fluorescente tubolare) che semplicemente viene attivata e disattivata in un ciclo di 24 ore, piuttosto che affidarsi a finestre. A entrambe le estremità c'è un "cono" contenente un ponte di comando, sistemi di mantenimento, carburante di scorta e sistemi di produzione e distribuzione dell'energia.
- Nella serie di videogiochi "Mass Effect", la cittadella galattica è una gigantesca astronave che presenta strutture simili a quelle del cilindro di O' Neill.
- Nel film di fantascienza distopica "Elysium" di Neill Blomkamp la società è suddivisa in due classi sociali: i poveri che vivono in condizioni disagiate su una Terra inquinata e sovrappopolata e i pochi ricchi che invece abitano una ipertecnologica, lussuosa ed ecologica stazione spaziale orbitante palesemente ispirata al cilindro immaginato da O'Neill.
- Nel film Interstellar (2014) l'umanità, dopo aver risolto l'equazione sulla gravità, ha costruiti enormi habitat spaziali del tutto simili a cilindri di O'Neill attraverso i quali ha lasciato il pianeta Terra e si sposta nella galassia per cercare pianeti abitabili.
- Nella serie di animazione orientale Cowboy Bebop di Shinichiro Watanabe, sono presenti anche cilindri di O'Neill o habitat simili costruiti dentro asteroidi.
- Nel Videogioco del 2020 "Cyberpunk 2077" si descrivono come prime 2 nazioni extraterrestri indipendenti le stazioni O'Neil 1 e 2.